# Fontana dell'Angelo caduto
La fontana dell'Angelo Caduto (in spagnolo fuente del Ángel Caído) è una fontana che si trova nel Parque del Retiro di Madrid.

## Storia
La particolarità della fontana è che rappresenta un diavolo. È infatti ispirata al Paradiso perduto di John Milton e rappresenta Lucifero nel momento della caduta dal Cielo. La fontana fu realizzata nel 1874 dallo scultore madrileno Ricardo Bellver, su iniziativa del duca Fernán Núñez, e venne premiata durante l'Esposizione Universale del 1878.
Si ritiene che si tratti dell'unico monumento al mondo dedicato a Lucifero, anche se a Santa Cruz de Tenerife si trova un altro monumento recentemente intitolato all'Ángel Caído, benché rappresenti il generale Franco mentre impugna una spada a forma di croce cristiana con la punta rivolta verso un angelo della pace, in volo sotto di lui con le ali spiegate.
La piazzetta in cui si trova la fontana è ad un'altezza topografica di 666 metri sul livello del mare di Alicante, il che, unitamente alla credenza che il monumento sia una sorta di "omaggio" a Lucifero o al male, ha scatenato la fantasia di molti appassionati di esoterismo.

## Note

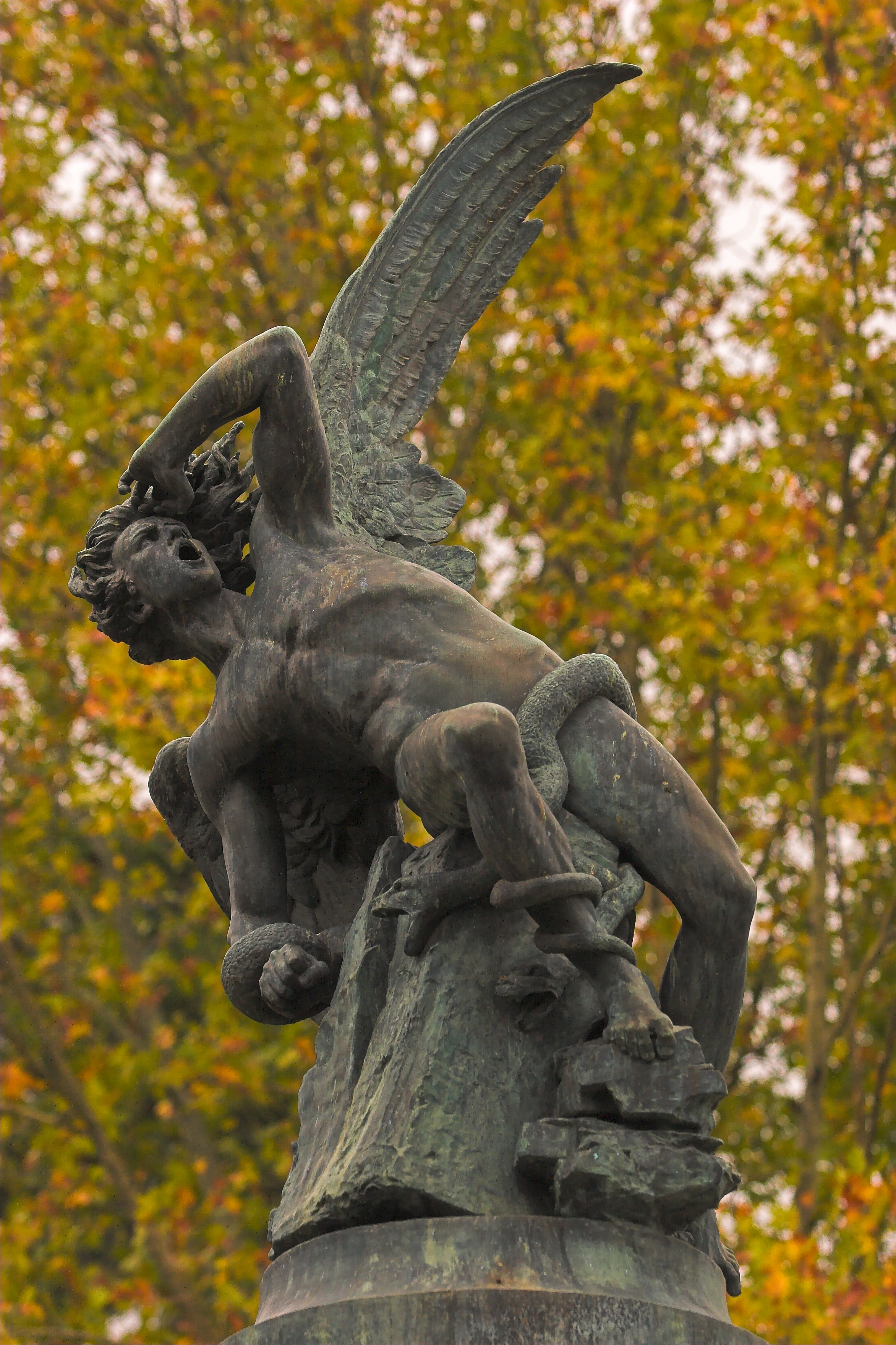
L'Angelo Caduto